# نقد الجاينية
اشتبكت الجاينية في مناظرات مع العديد من الفلسفات والأديان الأخرى، وفي تلك المناظرات تعرضت ممارسات الجاينية ونظرياتها للتساؤل والنقد.

## النظريات

### الكارما
خضعت الكارما في الجاينية للتساؤل منذ العصور المبكرة، على يد فروع الفلسفة الهندوسية مثل فيدانتا وسامخيا. اعتبرت فلسفة فيدانتا على وجه الخصوص موقف الجاينية من تفوق الكارما، خاصة في الإصرار على عدم تدخل أي كيان أعلى بخصوص مصير الروح، بأنه ناستيكا أو إلحاد. يطرح آدي شانكارا في تعليق على براهما سوتراس (III، 2، 38 و41)، أن أفعال الكارما الأصلية لا تؤدي إلى نتائج صحيحة في وقت ما من المستقبل، ولا تستطيع أيضًا أي كيانات خارقة غير عاقلة مثل آدرستا -قوة غير مرئية تمثل رابطًا ميتافيزيقيًا بين العمل والنتيجة- أن تتوسط بنفسها عن السرور والألم المستحقين بعدل. لذلك يرى، أن ثمار الأفعال، تُمنح من خلال كيان واعي، يُسمى، الكيان الأعلى (إيشفارا). 
انتقد البوذيون أيضًا تشديد الجاينية القوي على الكارما والزهد الشديد. تروي ساميوتا نيكايا (الخطابات المتصلة) قصة آسيباندهاكبوتا، السيد الذي كان قبل ذلك من شيعة ماهافيرا. يناظر بوذا، مخبرًا إياه، طبقًا لماهافيرا، يُحدد مصير المرء أو الكارما بما يعتاد على فعله. يرد بوذا، معتبرًا تلك الرؤية قاصرة، قائلًا إن معتاد المعصية يقضي أغلب وقته «لا يمارس الخطيئة» ولا يمارس الخطيئة إلا «لبعض الوقت فقط».
وفي النص البوذي الآخر ماجهيما نيكايا، ينتقد بوذا إصرار الجاينية على تقويض أنواع الكارما غير المرصودة، التي لا يمكن التحقق منها، كوسيلة لإنهاء المعاناة، بدلًا من إنهاء الحالات العقلية الشريرة مثل الطمع والكراهية والوهم، المرصودة والتي يمكن التحقق منها. ينتقد بوذا أيضًا الممارسات التقشفية الزهدية للجاينية، مدعيًا أنه أسعد عندما لا يمارس التقشف.
وبينما يعترف بتعقد العقيدة الجاينية، يقارن بادمانابه جايني العقيدة الجاينية مع العقيدة الهندوسية عن إعادة الولادة، ويشير إلى صمت الجاينين بشأن تلك اللحظة تحديدًا، أو دخول الروح مرة أخرى إلى الرحم بعد الموت. ينص مفهوم نيتيا-نغودا على أن ثمة فئات محددة من الأرواح كانت دائمًا نيغودا، ويخضع هذا المفهوم للنقد أيضًا. طبقًا للجاينية، يُعتبر النيغودا أقل شكل من الكائنات الميكروسكوبية المتناهية، التي تمتلك حيوات لحظية، وتعيش في مستعمرات وتنتشر في الكون كاملًا. طبقًا للجاينين، يقوض مفهوم نيتيا-نيغودا مفهوم الكارما بالكامل، إذ لن تكون لتلك الكائنات فرصة مسبقة لممارسة أفعال ذات معنى من الوجهة الكارمية.
تخضع الكارما الجاينية للتساؤل على خلفية أنها تؤدي إلى إخماد الأرواح، فيعاني المرء من الأمراض بسبب تحديد الكارما لمصير الفرد. تصر الجاينية غالبًا على أن الكارما عبارة عن تراكم لجبل من الأفعال السيئة تلوح فوق رؤوسنا دون إصلاح، ما يؤدي إلى قدرية. ولكن، كما يصيغها باول دونداس، لا تنطوي النظرية الجاينية عن الكارما على الافتقار للإرادة الحرة أو تفترض تحكمًا كاملًا للحتمية على المصير. كما أن عقيدة الكارما لا تدفع المؤمنين بها للاعتقاد في القدرية، بناءً على الاعتقاد بالمسؤولية الشخصية عن الفعل، وأن التقشف قد يعزز من الكارما الشريرة، ومن الممكن أن ينال المرء الخلاص من خلال محاكاة حياة الجاينين.